# Kanton Le Croisic
Le Croisic is een voormalig kanton van het Franse departement Loire-Atlantique. Het kanton maakte deel uit van het arrondissement Saint-Nazaire. Het werd opgeheven bij decreet van 25 februari 2014 met uitwerking op 22 maart 2015.

## Gemeenten
Het kanton Le Croisic omvatte de volgende gemeenten:
- Batz-sur-Mer
- Le Croisic (hoofdplaats)
- Le Pouliguen